# Takeshi Horikoshi
Takeshi Horikoshi, jap. 堀越 武 (ur. 18 maja 1943) – japoński sztangista, olimpijczyk.

## Biografia
Startował w wadze muszej (do 52 kg). W 1970 zdobył w Teheranie złoty medal igrzysk azjatyckich. Pięciokrotnie uczestniczył w mistrzostwach świata w podnoszeniu ciężarów, w 1974 zdobywając w Manili brązowy medal. W 1976 startował na igrzyskach olimpijskich w Montrelu – w rwaniu uzyskał wynik 100 kg (co dało mu w tej konkurencji 5. miejsce), jednak w podrzucie spalił wszystkie trzy próby podniesienia ciężaru 122,5 kg i nie został sklasyfikowany. Podczas swojej kariery ustanowił trzy rekordy świata w wadze muszej, wszystkie w rwaniu: Sapporo 30.05.1971 – 102,5 kg, Hawana 15.09.1973 – 105,5 kg oraz Manila 21.09.1974 – 106,5 kg.

## Starty olimpijskie
- Montreal 1976 – nie sklasyfikowany (waga musza)

## Mistrzostwa świata
- Warszawa 1969 – 8. miejsce (waga musza)
- Hawana 1973 – 4. miejsce (waga musza)
- Manila 1974 –  brązowy medal (waga musza)
- Montreal 1976 – nie sklasyfikowany (waga musza) – mistrzostwa rozegrano w ramach zawodów olimpijskich
- Stuttgart 1977 – 7. miejsce (waga musza)

## Igrzyska azjatyckie
- Teheran 1970 –  złoty medal (waga musza)